# تعاونية سيدي اعبيد (البخاتي الجنوبية)
تعاونية سيدي اعبيد هو دُوَّار يقع بجماعة لبخاتي، إقليم آسفي، جهة مراكش آسفي في المملكة المغربية. ينتمي الدوّار لمشيخة البخاتي الجنوبية التي تضم 16 دوار. يقدر عدد سكانه بـ 401 نسمة حسب الإحصاء الرسمي للسكان والسكنى لسنة 2004.

## روابط خارجية
- البوابة الوطنية للجماعات الترابية نسخة محفوظة 12 مارس 2018 على موقع واي باك مشين.
- المندوبية السامية للتخطيط